# Pacifica (album)
Pacifica è il terzo album in studio del duo elettronico australiano The Presets. L'album è stato pubblicato in Australia dall'etichetta Modular Recordings il 7 settembre 2012. È stato pubblicato la settimana successiva (14 settembre 2012) da Casablanca / Universal Republic. L'album contiene i singoli Youth in Trouble, Ghosts, Promises, Fall e Push. L'album è stato prodotto da The Presets e mixato da Tony Hoffer. Il brano Ghosts è contenuto nella colonna sonora del videogioco FIFA 13.
Ai J Awards del 2012, l'album è stato nominato per l'Australian Album of the Year.

## Uscita
I Presets hanno registrato l'album a Sydney e Los Angeles. La maggior parte dell'album è stata registrata negli home studio di Julian Hamilton e Kim Moyes, con ulteriori sessioni di batteria che si sono svolte a Los Angeles con Joe Baressi e Sean Beavan. I Presets sono tornati a Los Angeles per mixare l'album con Tony Hoffer.
Le sessioni di scrittura per l'album sono iniziate già nel 2009. La band ha lavorato su ben 30 canzoni per l'album. Tuttavia è stato verso la fine del 2011 che si è svolta la maggior parte delle sessioni.
Pacifica è stato pubblicato in Australia il 7 settembre 2012. In Australia l'album è stato pubblicato su compact disc (la prima stampa con copertina lenticolare), album in vinile apribile, cofanetto deluxe (contenente, CD, album in vinile, litografia e grafica espansa), e download digitale.

## Recensioni
Entrambi i singoli estratti dall'album Pacifica entrarono nelle classifiche ARIA; Youth in Trouble ha raggiunto la posizione 13 nella classifica dei brani del club ARIA, mentre il singolo di accompagnamento Ghosts ha raggiunto la posizione 16. L'album ha raggiunto la posizione numero tre nella classifica degli album ARIA.

## Tracce
1. Youth in Trouble – 6:20
2. Ghosts – 3:29
3. Promises – 4:58
4. Push – 4:02
5. Fall – 3:57
6. It's Cool – 3:58
7. A.O. – 6:13
8. Surrender – 4:16
9. Fast Seconds – 5:14
10. Fail Epic – 5:57

### iTunes deluxe
1. So Far So Good – 3:45
2. Youth in Trouble (Green Velvet Remix) – 8:10
3. Ghosts (Fort Romeau Burly Man Remix) – 5:23
4. Promises (Lifelike Remix) – 7:53
5. Fall (SymbolOne Remix) – 5:03
6. It's Cool (Andrew Bayer & James Grant Remix) – 7:15
7. Heart of the Heart – 4:26
8. Youth in Trouble (Alex Metric Remix) – 5:44
9. Ghosts (Senor Coconut Remix) – 4:10
10. Promises (Plastic Plates Remix) – 5:28
11. Fall (Hook n Sling Remix) – 5:58
12. Promises (Nils Frahm Version) – 4:10

### UK disco 2
1. Youth in Trouble" (Green Velvet Remix)
2. Ghosts (Fort Romeau's Burly Remix)
3. Promises (Lifelike Remix)
4. Fall (SymbolOne Remix)
5. Youth in Trouble (Alex Metric Remix)
6. Ghosts (Senor Coconut Remix)
7. Promises (Plastic Plates Remix)
8. Fall (Hook n Sling Remix)
9. Promises (Nils Frahm Rework)